# Lycosa caenosa
Lycosa caenosa là một loài nhện trong họ Lycosidae.
Loài này thuộc chi Lycosa. Lycosa caenosa được William Joseph Rainbow miêu tả năm 1899.